# Aliou Baldé
Alioune Badara (Aliou) Baldé (Baghagha, Ziguinchor, 12 december 2002) is een Senegalees-Guinees voetballer die doorgaans als aanvaller speelt. 

## Clubloopbaan
Baldé werd in Senegal geboren en zijn ouders kwamen uit Guinee. Hij speelde in de jeugdopleiding van Diambars FC uit Saly. Op 2 januari 2021 debuteerde hij in het eerste team in de thuiswedstrijd tegen ASC Niarry Tally. Hij scoorde driemaal in twee wedstrijden in de Ligue 1 waarmee hij toen de topscorerslijst aanvoerde. Op 19 januari 2021 werd Baldé door Feyenoord gecontracteerd en tekende hij tot medio 2025. Op 20 maart 2021 debuteerde Baldé voor Feyenoord in de Eredivisie in de thuiswedstrijd tegen FC Emmen (1-1) als invaller na 81 minuten voor Luis Sinisterra. Eind oktober 2021 werd Baldé teruggezet naar het beloftenteam. In januari 2022 werd hij tot het einde van het seizoen verhuurd aan KVRS Waasland - SK Beveren in de Eerste klasse B. In de eerste seizoenshelft van het seizoen 2022/23 speelde hij op huurbasis voor FC Dordrecht. In de wintertransferperiode van hetzelfde seizoen maakte hij de permanente overstap naar FC Lausanne-Sport. Daar scoorde hij 7 doelpunten in 19 competitiewedstrijden en werd in de zomer van 2023 verkocht aan OGC Nice uit Frankrijk. In het seizoen 2024/25 speelt hij op huurbasis voor VfL Bochum in de Bundesliga. Daar kwam hij nauwelijks aan bod en de huur werd na een half jaar beëindigd. In januari 2025 ging hij op huurbasis naar FC Lausanne-Sport.

## Interlandloopbaan
Met het Senegalees voetbalelftal onder 17 nam Baldé deel aan het Afrikaans kampioenschap voetbal onder 17 - 2019 (3 wedstrijden, 1 doelpunt) en het wereldkampioenschap voetbal onder 17 - 2019 (4 wedstrijden, 2 doelpunten). In 2023 ging hij voor Guinee spelen. Hij debuteerde op 10 juni 2024 in het Guinees voetbalelftal in een Afrika Cup-kwalificatiewedstrijd tegen Mozambique (0-1) als invaller na 65 minuten voor Facinet Conte. Baldé maakte deel uit van de Guineese selectie op de Olympische Zomerspelen 2024.